# دیترسهایم
دیترسهایم (به آلمانی: Dietersheim) یک شهر در آلمان است که در نوی‌شتات واقع شده‌است. دیترسهایم ۲٬۱۵۹ نفر جمعیت دارد.